# Кага-Бандоро
Кага-Бандоро — місто в Центральноафриканській Республіці, адміністративний центр префектури Нана-Гребізі та однієї з її двох субпрефектур. Населення - 28 008 осіб. (2013).
У Кага-Бандоро розташований центр місцевої  католицької єпархії.

## Географія
Місто розташоване на північ від центру країни, трохи більше ніж за 131 км від кордону з Чадом. Відстань до столиці країни, Бангі, приблизно становить 298 км (по прямій; по автодорозі - від 343 до 373 км).  Кага-Бондоро стоїть на злитті річок Грибінгі та Шарі.

## Населення
Чисельність населення міста зростає з перепадами: якщо в 1988 році тут проживало 24 249 осіб, в 1993 - 38 260, в 2003 - 24 661, то в 2013 - 28 008 .

## Історія
У березні 1897 року Емілем Жантіля на місці Кага-Бандоро заснований пост Грибінгуї. У 1898 році той пост був перейменований в Форт-Крампель, на честь дослідника Поля Крампеля. З 1960 року - в складі незалежної Центральноафриканської Республіки. В кінці 2012 року в ході Громадянської війни в Центральноафриканській Республіці відбулися бої за місто між урядовими військами та бунтівниками; в результаті Кага-Бондоро перейшов під контроль останніх .